# Katona Béla (hegedűművész)
Katona Béla (Pozsony, 1920. április 21. – London, 2018. február 5.) magyar hegedűművész.

## Életpályája
19 éves korában, 1939-ben kezdte meg tanulmányait a budapesti Liszt Ferenc Zeneakadémián, ahol Zathureczky Ede volt a mestere, aki korábban Hubay Jenő asszisztense és tanársegéde volt, így ő is a sajátos stílusú, kiemelkedő „Hubay-Zathureczky iskola” örökösének tekinthető. (Dohnányi Ernő ebben az időben volt az Akadémia igazgatója, Bartók Béla zongoraprofesszor volt.) 1949-ben tanársegéd lett Zathureczky mellett. Zathureczky Ede 1956-ban emigrált az USA-ba, ekkor Katona Béla vette át a Vonós tanszakot, a hegedűosztályt. 1960-ban Angliába költözött, ahol folytatta a tanítást. Pauk György meghívására 1966-ban a manchesteri Northern College-ba került. Később a Tokyo University of the Arts-ban (Tokyo Geidai) tanított.
Tanítványai közül a mai legkiválóbb hegedűművészek kerültek ki. Így többek között Thomas Bowes és Cynthia Fleming, Pauk György, Sebestyén Ernő, Homoki György, Gyermán István, Hevesi Judit, Devich Sándor és Szabó Tamás.